# Christian Besch (Musiker)

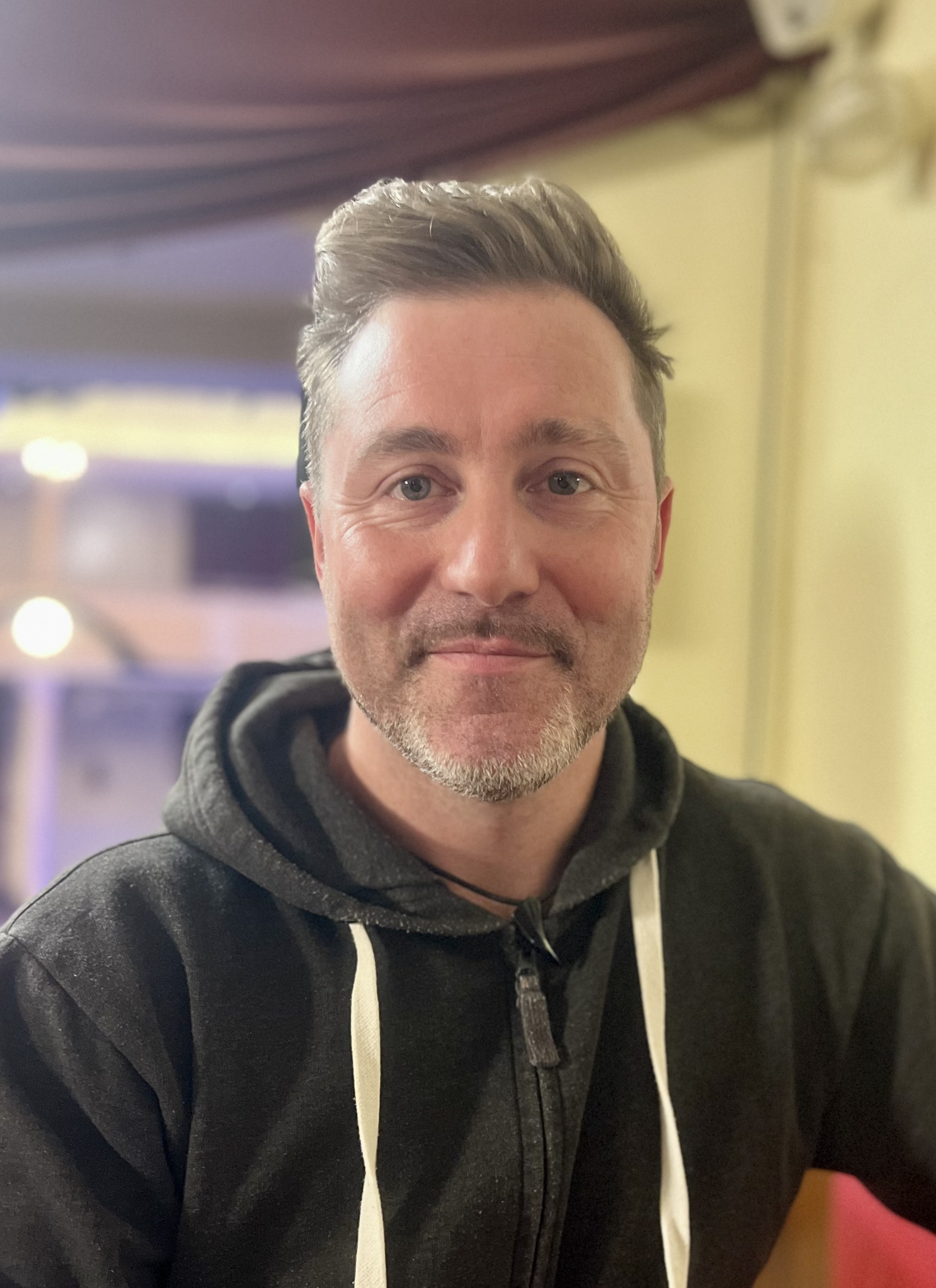
Christian Besch am 19. Dezember 2024 im Tivoli in Freiberg

Christian Besch (* 14. September 1979 in Quierschied bei Saarbrücken) ist ein deutscher Produzent, Keyboarder, Songwriter, Musical Director, Hochschuldozent und Business-Trainer.

## Biografie
Christian Besch wuchs im Dreiländereck Frankreich, Luxemburg, Deutschland, in Wadern auf, bevor er 2010 nach Köln zog, wo er bis heute lebt. Mit 6 Jahren begann er Klavier zu spielen. Mit 18 spielte er in Coverbands. Besch studierte Germanistik, Pädagogik, Linguistik und Musikwissenschaften und absolvierte das Staatsexamen in den Fächern Klavier und Gesang. Nach dem Studium machte er sein Referendariat in den Jahren 2008 bis 2010 und arbeitete zunächst als Musiklehrer an einem Gymnasium in Köln. Durch seinen Freund und Gitarristen Michael Brettner kam er zu der Band Luxuslärm, für die er komponierte und in der er 2011 bis 2016 als Keyboarder fungierte.
2017 gab er die Verbeamtung als Lehrer zugunsten des Musikproduzierens und Tourens auf.
Seit 2017 hat Besch einen Lehrauftrag an der Universität zu Köln für das Fach „Neue Medien in der Musikpädagogik“.
2018 bis 2019 spielte er bei Rea Garvey. Er produziert und komponiert außerdem für sich selbst unter ChrisBASH, welches aus Trance, EDM und Progressive besteht, und ist aktuell Keyboarder bei Matthias Reim und Kerstin Ott sowie Musical Director bei Lars Fiero. Seit 2024 ist er Teil der Band Die Lärmer, welche aus der Band Luxuslärm hervorgegangen ist.
Des Weiteren ist Christian Besch Sideman bei Gregor Meyle, Laith Al-Deen, Stefanie Heinzmann und Hartmut Engler. Gemeinsam mit Michael Brettner hat er die Kölner Musikschule „ROCKADEMY“ gegründet, wo er Klavier und Musikproduktion coacht.
Privat fährt er Rennrad. Er hat noch drei Brüder.